# آتش‌سوزی مسکو (۱۸۱۲)

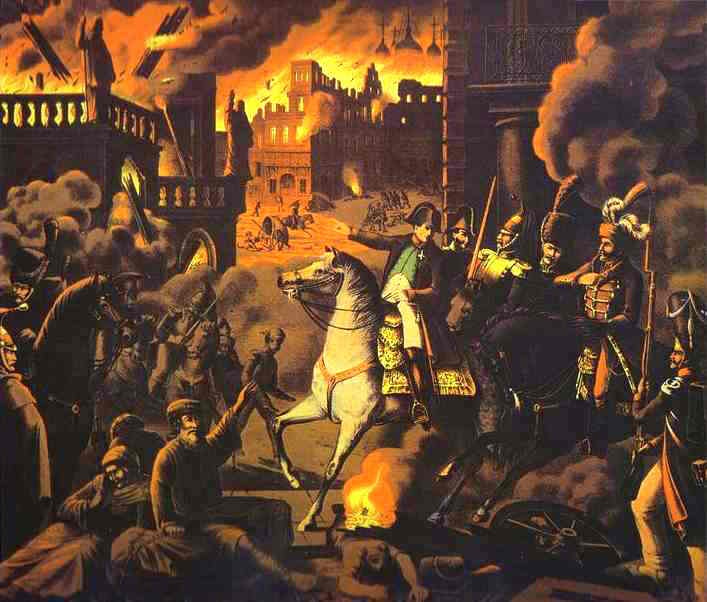
آتش‌سوزی مسکو توسط یک هنرمند ناشناخته آلمانی به تصویر کشیده شده‌است

آتش‌سوزی مسکو در سال ۱۸۱۲ در ۱۴ سپتامبر ۱۸۱۲، هنگامی که سربازان روسی و بیشتر ساکنان باقی‌مانده شهر مسکو را پیش از ورود نیروهای فرانسوی تحت نظر امپراتور فرانسه، ناپلئون بناپارت که پس از نبرد بورودینو وارد این شهر شدند، شهر مسکو را ترک کردند. این آتش‌سوزی شهر را ویران کرد، که در ماه گذشته بیشتر ساکنانش رها شده بودند.

## علل

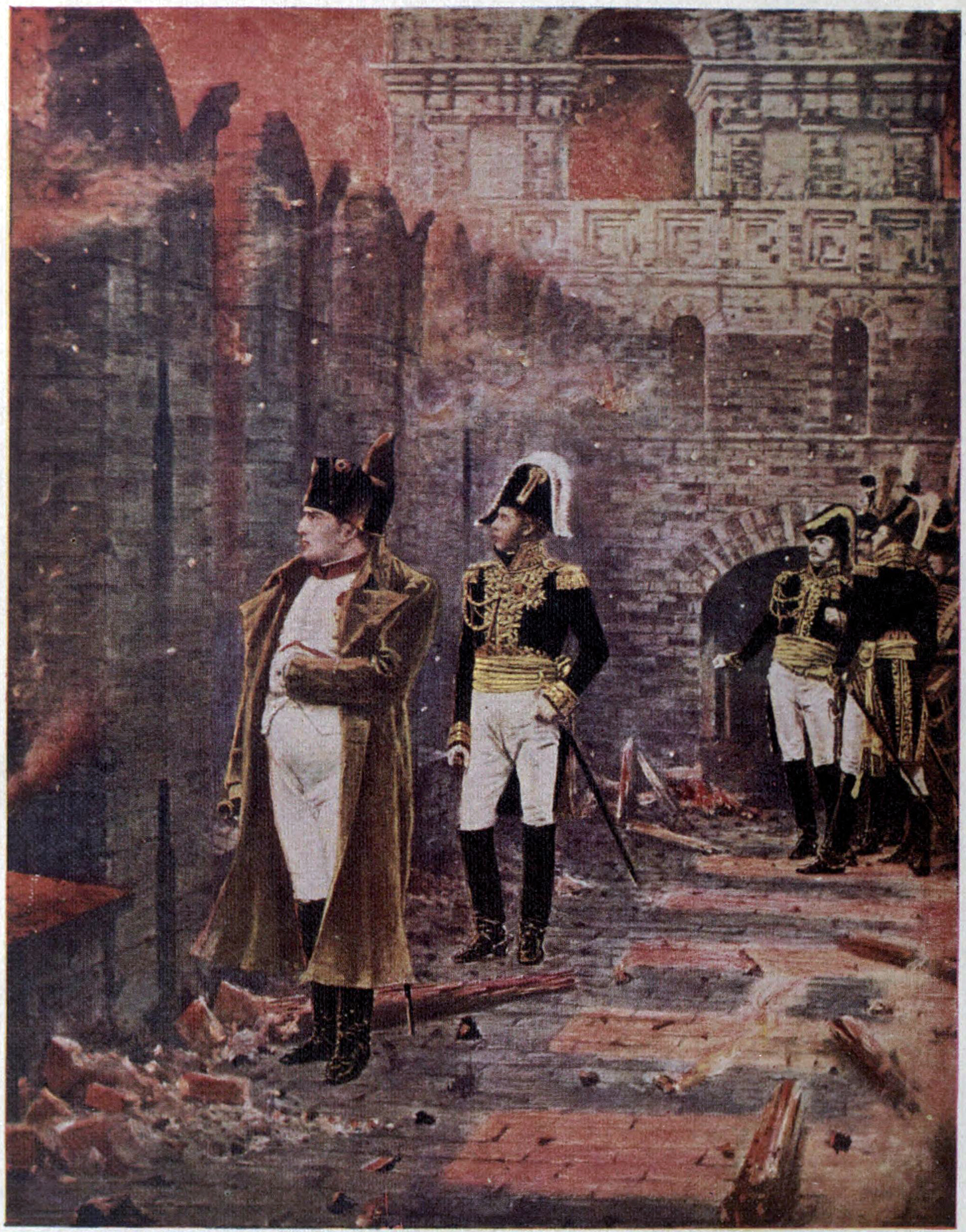
ناپلئون در حال تماشای آتش مسکو از دیوارهای کرملین است

پیش از ترک مسکو، فئودور رستوچین دستور داد که کرملین و ساختمانهای عمومی مهم (از جمله کلیساها و صومعه‌ها) منفجر شوند یا آتش بزنند. اما این مهمترین دلیل آتش‌سوزی نبود که شهر را ویران کرد. با انتقال بخش عمده ارتش فرانسه به داخل شهر، آتش‌سوزی چندی پیش آمد. علت آنها هرگز مشخص نشده‌است و هر دو غفلت و همچنین دستورات رستوچین ممکن است از جمله دلایل احتمالی باشد. امروزه اکثریت مورخان آتش‌سوزی‌های اولیه را به دلیل خرابکاری روسها مقصر می دانند.
این نسخه از رویدادها توسط سردار آرماند د کالینکور تأیید شده‌است. وی اظهار می‌دارد که آنها سه روز در مسکو بوده‌اند. در آن شب، آتش‌سوزی کوچکی رخ داده‌است، اما خاموش شده و "به بی دقتی نیروهاً نسبت داده شده‌است. بعداً در آن شب (ساعت ۱۰ دقیقه ۳۰) کالینکور با خبر شد که "به مدت سه چهارم از ساعت شهر در شعله‌های آتش قرار گرفته‌است". آتش سوزی در چندین نقطه جداگانه ادامه داشت. افراد مشکوک دستگیر و مورد بازجویی قرار گرفتند و اعلام کردند که فرمانده آنها به آنها دستور داده‌است که همه چیز را بسوزانند. "برای این منظور خانه‌ها تعیین شده بودند." بعداً در همان فصل او ادعا کرد: "وجود فیوزهای قابل اشتعال که همه به همان شیوه ساخته شده و در ساختمانهای مختلف دولتی و خصوصی قرار گرفته‌اند، واقعیتی است که من به عنوان بسیاری دیگر شواهد شخصی داشتم. من فیوزها را در محل دیدم و بسیاری از آنها به امپراتور منتقل شدند. وی در ادامه می‌نویسد: "بررسی پرونده نگهبانان و پرونده … همه ثابت کردند که آتش به دستور رستوچین آماده شده و انجام شده‌است." علاوه بر این، یک افسر نگهبان مسکو در حالی که ناپلئون در آن زمان اقامت داشت، کشته شد و کرملین را آتش زد. قبل از ناپلئون، مأمور اعتراف کرد که به او و دیگران دستور داده شده‌است که شهر را آتش بزنند.

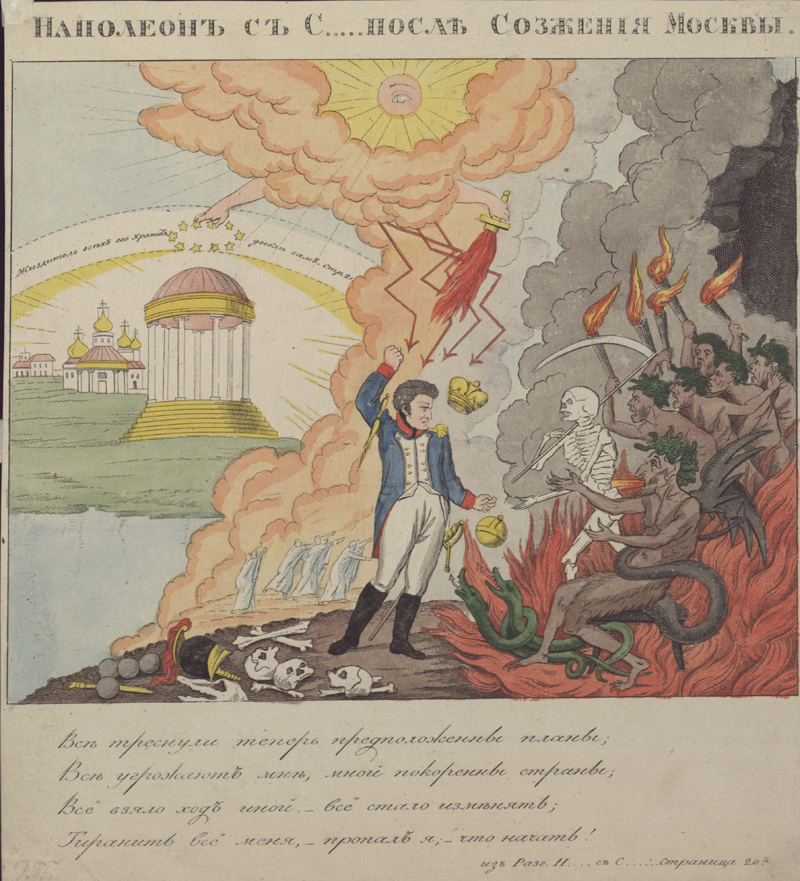
نقاشی قرن نوزدهم (لوبوک) از دیدار ناپلئون با شیطان پس از آتش مسکو، توسط ایوان آلکسیویچ ایوانف

این فاجعه به عنوان آتش‌سوزی‌های کوچک آغاز شد، که به سرعت از کنترل خارج شدند و آتش‌سوزی وسیع را تشکیل دادند. آتش‌سوزی‌ها به سرعت از آنجا که بیشتر ساختمان‌های مسکو از چوب ساخته شده بودند، گسترش یافتند؛ و گرچه مسکو دارای یگان آتش‌نشانی بود، اما تجهیزات آنها قبلاً به دستور رستوچین برداشته شده یا از بین رفته بود. هنگامی که ناپلئون به قلعه ای در خارج از شهر عقب‌نشینی کرد، سرانجام سربازانش نظم و انضباط خود را از دست دادند و شروع به غارت و ضرب و شتم در سراسر مسکو کردند. حتی مجازات‌های سخت نمی‌تواند مانع از غارت، ضرب و شتم یا تجاوز شهروندان مسکو توسط سربازان فرانسوی در هنگام آتش‌سوزی شود. شعله‌های آتش به زرادخانه کرملین گسترش یافت، اما آتش توسط نگهبانان فرانسوی انجام گرفته شد. گزارش شده‌است که آتش‌سوزی مسکو تا ۲۱۵ کیلومتری قابل مشاهده بود.
تولستوی در رمان خود جنگ و صلح نشان می‌دهد که این آتش‌سوزی عمداً توسط روس‌ها یا فرانسوی‌ها تنظیم نشده‌است بلکه نتیجه طبیعی قرار دادن یک شهر متروک و عمدتاً چوبی به دست نیروهای مهاجم است، هنگامی که آتش‌سوزی تقریباً شروع می‌شود. هر روز حتی با صاحبان حاضر و یک اداره پلیس کاملاً کارآمد، و اینکه سربازان آتش‌سوزی را آغاز می‌کنند - از سیگار کشیدن لوله‌های خود، پختن غذای خود در روز و دوبار آتش‌سوزی وسایل دشمن در خیابانها. برخی از این آتش‌سوزی‌ها به ناچار از کنترل خارج می‌شوند. بدون اقدام عملیاتی در برابر آتش‌سوزی، این آتش‌سوزی‌های انفرادی به صورت آتش‌سوزی در محله‌ها پخش می‌شوند و در نهایت یک درگیری در سطح شهر خواهند بود.

## جدول زمانی وقایع

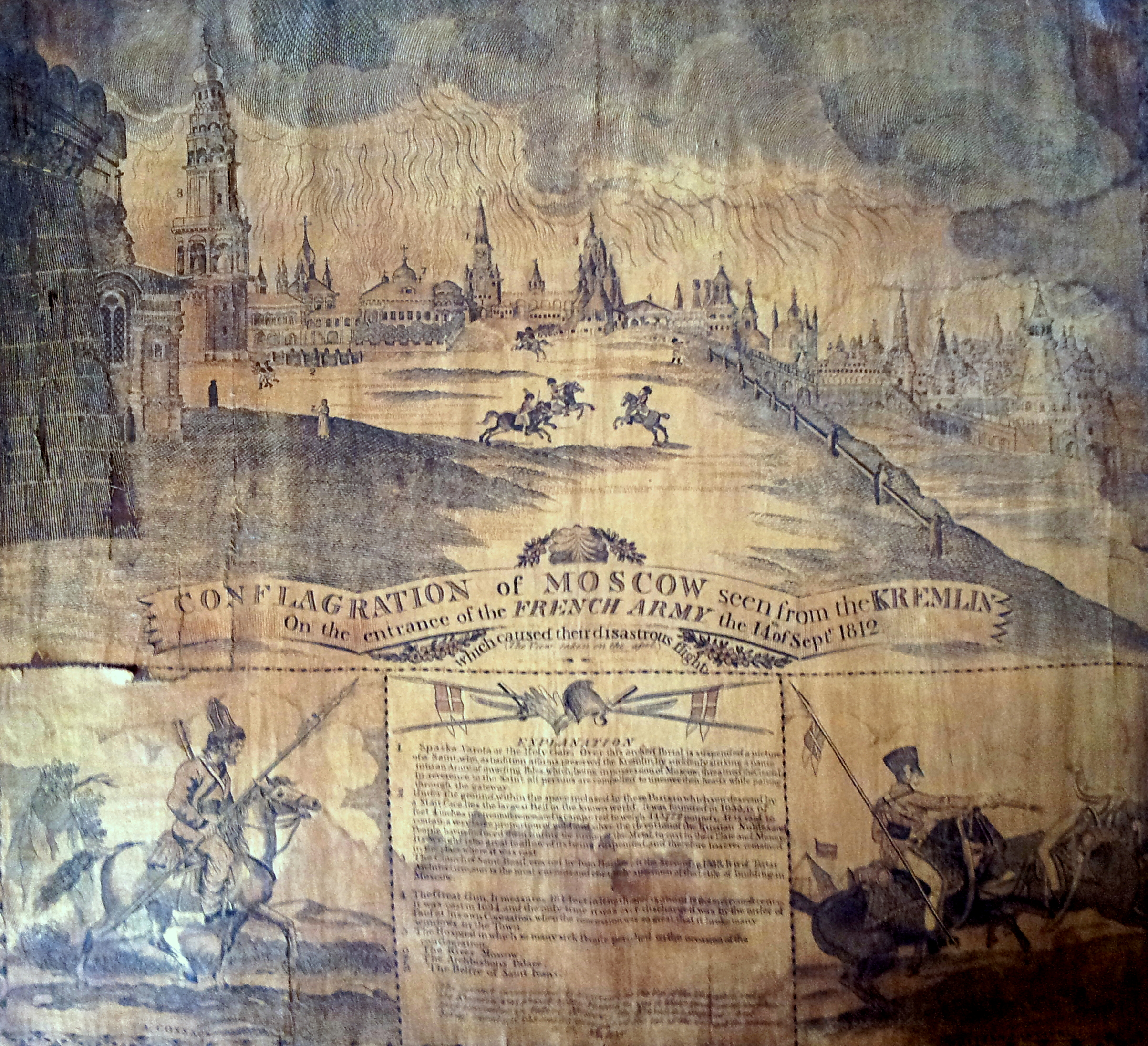
یادبود: سوزاندن مسکو (۱۸۱۲) چاپ شده در انگلیس - "آتش سوزی مسکو که از کرملین دیده می‌شود، در ورودی ارتش فرانسه، چهاردهم سپتامبر ۱۸۱۲"

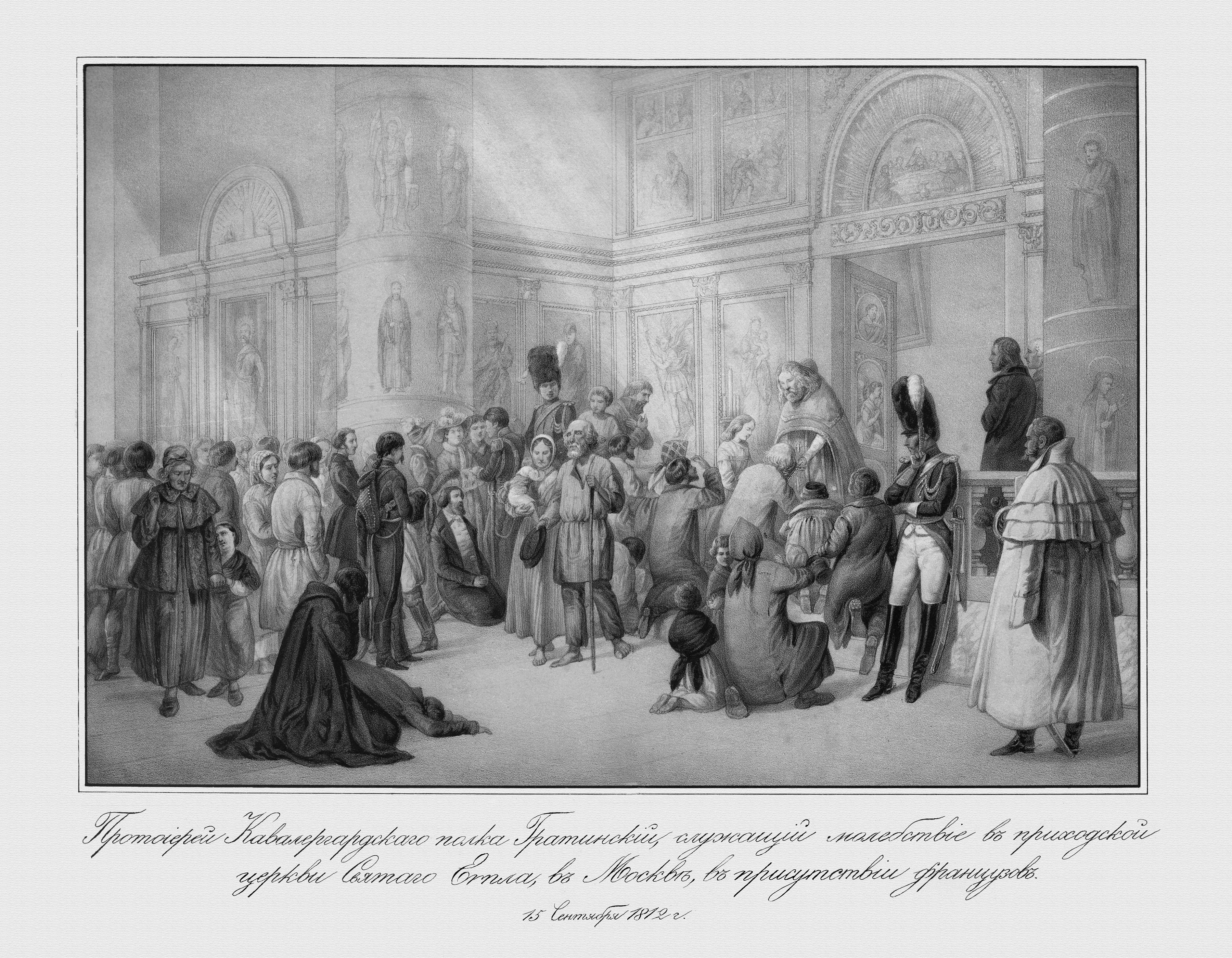
مراسم قداست در کلیسای سنت اوپلا مسکو با حضور سربازان فرانسوی، ۱۵ سپتامبر ۱۸۱۲(گرگوریان: ۲۷ سپتامبر).

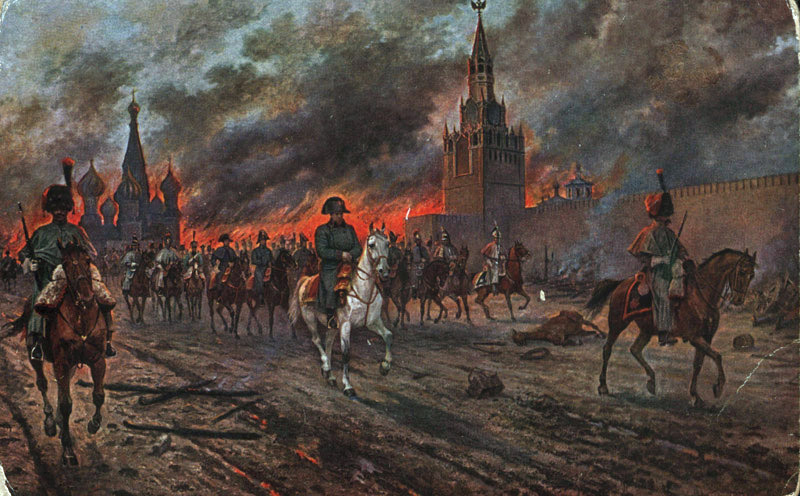
ناپلئون از مسکو در حال عقب‌نشینی کرد

تاریخ در تقویم گرگوری (سبک جدید) و شماره‌های ارجاع شده به کلوزوویتز و تارل
- ۸ سپتامبر - ارتش روسیه عقب‌نشینی شرق از بورودینو را آغاز کرد.
- ۱۲ سپتامبر - ارتش روسیه، به دنبال پیشتاز یواخیم مورا، اردوگاه را در فیلی مستقر کرد. پیشتاز روس در دوروگومیلوف اقامت گزید. اوج پرواز غیرنظامی از مسکو. روز بعد، شورای نظامی روسیه در فیلی موافقت کرد که مسکو را بدون جنگ ترک کند.
- ۱۴ سپتامبر - ارتش روسیه از طریق مسکو به یک جاده شرقی به سمت ریازان عقب‌نشینی کرد و به دنبال آن توده‌های غیرنظامی (تارل). ارتش فرانسه عبور رود موسکوا در سه ستون در فیلی، دوروگومیلوف و لوزنیکی همگرا مرکز شهرستان. بدنه اصلی ارتش بزرگ کمتر از ۹۰٫۰۰۰ مرد بود. مورا با حدود ۲۵٫۰۰۰ سرباز برای دنباله عقب‌نشینی روسیه به شرق اعزام شد. وی اولین کسی بود که از طریق شهر روانه شد و بعد از ظهر آن روز کرملین را گرفت. منابع روسی از آتش‌سوزی اول در شهر متروکه خبر دادند. منابع فرانسوی تاریخ نخستین گزارش را از بامداد روز بعد به ناپلئون اعلام می‌کنند.
- ۱۵ سپتامبر - آتش‌سوزی گسترده در کیتای گورود. ناپلئون وارد کرملین شد.
- ۱۶ سپتامبر - طوفان آتش‌سوزی کرملین را تهدید می‌کند. ناپلئون با جابجایی در خیابان سوخته خیابان آربات به کاخ پتروسکی حومه شهر نقل مکان کرد و پس از طی کردن مسیر امن شمال غربی به کنار رودخانه آمد.
- ۱۷/۱۸سپتامبر - آتش‌سوزی اکثر شهر را ویران کرد و غالب شد. ناپلئون به کرملین بازگشت و انتظار داشت که از تزار الکساندر اول روسیه درخواست صلح کند.
- ۲۴ سپتامبر - دادگاه نظامی-ارتش فرانسه ۱۰ «خرابکار» اول را اعدام کرد.
- ۱۸/۱۹ اکتبر - ارتش فرانسه مسکو را ترک کرد.

## وسعت فاجعه

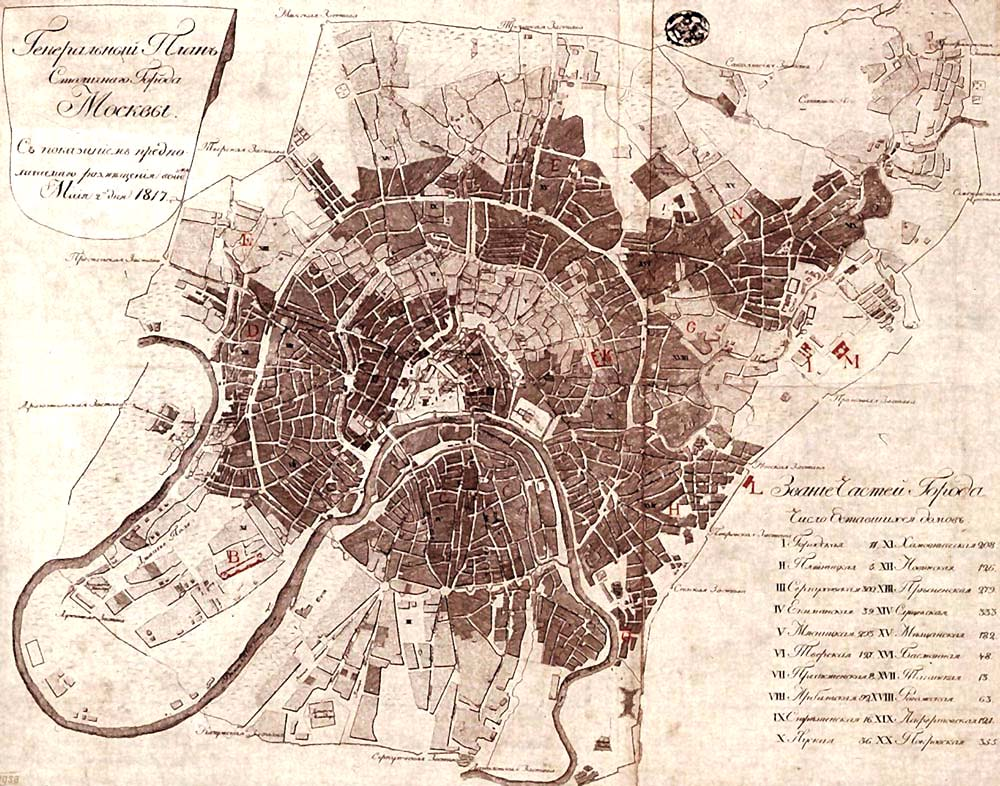
نقشه ۱۸۱۷، منطقه تخریب شده تیره است

ایوان کتایف (۱۹۱۱) تلفات را به عنوان ۳/۴ از کل دارایی‌های این شهر خلاصه کرد:
- ۶٫۴۹۶ از ۹٫۱۵۱ خانه خصوصی (این تعداد شامل ۶٫۵۸۴ ساختمان چوبی و ۲٫۵۶۷ ساختمان آجری)
- ۸٫۲۵۱ فروشگاه و انبار خرده فروشی (از جمله بیشتر مناطق تجاری کیتای گورود و زاموسوورچیه)
- ۱۲۲ از ۳۲۹ کلیسا (فقط تلفات کل را شمارش می‌کند)
- حدود ۱۲٫۰۰۰ جسد کشف شد[۱] که حدود ۲٫۰۰۰ نفر زخمی شده سربازان روسی در آتش‌سوزی جان خود را از دست دادند. دانشگاه دولتی مسکو، کتابخانه بوتورلین، تئاترهای پتروسکی و آرباتسکی کاملاً نابود شدند. بسیاری از آثار هنری، به ویژه دست نوشته منبع شعر حماسه "داستان پویش ایگور"، برای همیشه از دست رفت. یتیم خانه مسکو در نزدیکی کیتای گورود، که به بیمارستان تبدیل شده بود توسط پلیس محلی نجات یافت. جمعیت مسکو در سال ۱۸۱۱ حدود ۲۷۰٫۰۰۰ نفر تخمین زده می‌شود. پس از جنگ، هنگامی که ساکنان به شهر بازگشتند، به ۲۱۵٫۰۰۰ نفر کاهش یافت. تا سال ۱۸۴۰، به ۳۴۹٫۰۰۰ افزایش یافته بود.[۵]

نقشه‌های تهیه شده توسط مقامات روسی پس از جنگ (خصوصاً نقشه نظامی ۱۸۱۷ که در کتاب راهنمای ۱۸۳۱ برای مردم چاپ شده‌است) نشان می‌دهد که اکثریت قلمرو مسکو در برابر آتش‌سوزی نابود شده‌است. از موارد استثنایی قابل توجه می‌توان به کرملین مسکو، یتیم خانه، بخش شمالی بیلی گورود از خیابان تورسکایا تا خیابان پوکروفکا، حوضچه پاتریاریشی در غرب و همچنین شهرک‌های حومه ای اشاره کرد.
نقشه احتمالاً خسارات را اغراق می‌کند و برخی از بلوک‌های باقیمانده را نشان می‌دهد که گویی نابود شده‌اند. به عنوان مثال، خیابان بولشایا نیکیتسایا در غرب از بلوار رینگ بسیاری از عمارتهای خود را حفظ کرد: نیروها از خانه‌های خود و تئاتر فرانسه و همچنین مستعمره فرانسه در کوزنتسکی دفاع کردند. از سوی دیگر، حمایت فرانسویها از کاخ باتاشوف (امروزی بیمارستان یاوز)، اشغال شده توسط دفتر مرکزی مورا کمک کنند: پس از دو روز آتش‌نشانی، آن را با آتش مصرف شد که با خاک یکسان شده بود. هنوز ساختمانهای باقیمانده فضای کافی برای ارتش فرانسه داشتند. همان‌طور که سردار مارسلین ماربوت استدلال کرد:
"اغلب ادعا می‌شود که آتش‌سوزی مسکو … عامل اصلی عدم موفقیت پویش ۱۸۱۲بود. به نظر من این ادعا قابل بحث است. برای شروع، تخریب مسکو آنقدر کامل نبود که خانه‌ها، کاخ‌ها، کلیساها و پادگان‌ها به اندازه کافی برای اسکان کل ارتش [برای یک ماه کامل] باقی نماند.»
با این حال، بسیاری از واحدها نه در شهر مستقر بودند، بلکه در حومه‌های دور افتاده مانند استانکینو (سواره نظام سبک) یا خیمکی (قشر ایتالیایی) قرار داشتند. دیگران برای نمایش جنبش‌های روسیه به جنوب اعزام شدند.

## در فرهنگ
لئو تولستوی از آتش به عنوان بخشی از نقشه در جنگ و صلح خود استفاده می‌کند. : 523  این صحنه‌ها در فیلم جنگ و صلح اتحاد جماهیر شوروی اقتباس شده بودند. خدمه فیلم صحنه‌ها را به مدت ۱۰ ماه برنامه‌ریزی کرده و با شش دوربین زمینی آتش‌سوزی را شلیک کرده و در عین حال از هلیکوپتر نیز فیلمبرداری می‌کردند.

## یادداشت
1. 1 2 3  Hecker, Hans (2012). "Schaurig-grandioses Schauspiel" [A horrific and terrific spectacle]. Damals (به آلمانی). Vol. 44, no. 9. pp. 72–77.
2. ↑  'With Napoleon in Russia', William Morrow, New York 1935.
3. ↑  Ludwig, Emil (1927). "Chapter 5: The Sea". Napoleon (7th ed.). London: George Allen & Unwin Ltd. pp. 408-409.
4. ↑  Luhn, Alec. "Moscow's Last Great Fire - Russian Life". www.russianlife.com. Retrieved 2016-09-26.
5. ↑  Fillipov
6. ↑  Tolstoy, Leo (1949). War and Peace. Garden City: International Collectors Library.
7. ↑  Taylor, Ella. "War and Peace: Saint Petersburg Fiddles, Moscow Burns". The Criterion Collection. Retrieved 10 November 2019.
8. ↑  "йЮПК ТНМ йКЮСГЕБХЖ. ╚1812 ЦНД╩". Museum.ru. Retrieved 2013-09-28.
9. ↑  "Е. Б. Рюпке ╚Мюьеярбхе Мюонкенмю Мю Пняяхч╩". Museum.ru. Retrieved 2013-09-28.
10. ↑  "Как менялся этнический состав москвичей". Demoscope.ru. Retrieved 2013-09-28.
11. ↑  "╚Нревеярбеммюъ Бнимю Х Псяяйне Наыеярбн╩. Рнл Iv. Лняйбю Опх Тпюмжсгюу. Онфюп Лняйбш". Museum.ru. Retrieved 2013-09-28.

## برای مطالعهٔ بیشتر
- مارتین، الکساندر، کلانشهر روشنفکر: ساخت و ساز امپریال مسکو، ۱۷۶۲–۱۸۵۵، آکسفورد ، انتشارات دانشگاه آکسفورد، ۲۰۱۳.
- میکابریسید، اسکندر. سوزاندن مسکو: محاکمه ناپلئون توسط آتش، لندن. قلم و شمشیر. ۲۰۱۴
- الیویه، داریا، سوزاندن مسکو ۱۸۱۲، لندن. جورج آلن و یونوین با مسئولیت محدود 1966 (JSTOR - بررسی بایگانی مجله علمی)
- Rosenstrauch, JA, "Historische Ereignisse in Moskau im Jahre 1812 zur Zeit der Anwesenheit des Feindes in dieser Stadt" (متن خاطرات آلمانی به زبان آلمانی)، در: И. А. Розенштраух، Ис торические происшествия в Москве ۱۸۱۲ года در время присутствия в сем городе неприятеля، م. ۱۶۹–۲۲۰ - شابک ‎۹۷۸-۵-۴۴۴۸-۰۲۷۰-۰.
- Ruchinskaya, Tatiana (1994). "The Scottish architectural traditions in the plan for the reconstruction of Moscow after the fire of 1812: A rare account of the influence of Scottish architect William Hastie on town planning in Moscow". Building Research & Information. 22 (4): 228–233. doi:10.1080/09613219408727386.
- اشمیت، آلبرت جی. (۱۹۸۱). "مرمت مسکو پس از سال ۱۸۱۲". نقد اسلاوی 40 (1): 37-48. JSTOR&nbsp;۲۴۹۶۴۲۶
- Полосин И. И. ، Кутузов и пожар Москвы ۱۸۱۲ г. ، «Исторические записки»، ۱۹۵۰، т. ۳۴
- «Холодковский В. М. ، Наполеон ли поджёг Москву؟»، «Вопросы истории»، ۱۹۶۶، ۴ پوند.
- Тартаковский А. Г. ، Обманутый Герострат. Ростопчин و пожар Москвы، «Родина»، ۱۹۹۲، ۶–۷ پوند.